# China Nuclear Instrumentation and Equipment Corporation
La Compagnie de l'Instrumentation nucléaire de Chine (en anglais : China Nuclear Instrumentation and Equipment Corporation (CNIEC) ; en chinois : 中国核仪器设备总公司) est basée à Pékin, en Chine.
C'est une filiale du groupe Xinshidai. 

## Activité
La CNIEC effectue la recherche, la conception et la fabrication des instruments de mesure des paramètres caractéristiques des installations nucléaires ainsi que du matériel de surveillance nécessaire au fonctionnement des installations nucléaires.